# Ramaz Nozadze
Ramaz Nozadze –en georgiano: რამაზ ნოზაძე– (Tiflis, 16 de octubre de 1983) es un deportista georgiano que compitió en lucha grecorromana.
Participó en dos Juegos Olímpicos de Verano, obteniendo una medalla de plata en Atenas 2004, en la categoría de 96 kg, y el 12.º lugar en Pekín 2008.
Ganó dos medallas en el Campeonato Mundial de Lucha, oro en 2007 y bronce en 2003, y tres medallas en el Campeonato Europeo de Lucha entre los años 2003 y 2008.

## Palmarés internacional
| Juegos Olímpicos   | Juegos Olímpicos               | Juegos Olímpicos  | Juegos Olímpicos |
| Año                | Lugar                          | Medalla           | Categoría        |
| ------------------ | ------------------------------ | ----------------- | ---------------- |
| 2004               | Atenas (Grecia)                | Medalla de plata  | 96 kg            |
| Campeonato Mundial |                                |                   |                  |
| Año                | Lugar                          | Medalla           | Categoría        |
| 2003               | Créteil (Francia)              | Medalla de bronce | 96 kg            |
| 2007               | Bakú (Azerbaiyán)              | Medalla de oro    | 96 kg            |
| Campeonato Europeo |                                |                   |                  |
| Año                | Lugar                          | Medalla           | Categoría        |
| 2003               | Belgrado (Serbia y Montenegro) | Medalla de oro    | 96 kg            |
| 2007               | Sofía (Bulgaria)               | Medalla de oro    | 96 kg            |
| 2008               | Tampere (Finlandia)            | Medalla de bronce | 96 kg            |